# H-23 (航空機・日本)
萩原式H-23
- 用途：グライダー
- 分類：複座練習機、上級滑空機
- 設計者：堀川勲
- 製造者：萩原滑空機製作所[1]
- 運用者：

  - 全日本学生航空連盟[2]
  - 新日本グライダー研究会[1]ほか
- 初飛行：

  - 1956年1月(H-23)[2]
  - 1956年11月(H-23B)[2]
  - 1961年7月(H-23C)[1]
- 生産数：

  - 11(H-23Bシリーズまで)[3]
  - 30(H-23Cシリーズ)[3][4]

H-23は1950年代から1960年代に日本で設計、製造された複座練習用グライダーである。1956年1月に初飛行した。同年11月には改良を受け、H-23Bとなり、1961年7月にはH-23Bの後継機として、ほぼ全面的に改良されたH-23Cが開発された。日本国内のグライダークラブで広く訓練に使用された。

## 設計及び開発
H-23は、本機を設計した堀川勲が先行して開発した中級滑空機H-22よりも先進的な練習用グライダーである。堀川勲はH-22、H-23の両方を製造した萩原滑空機製作所の取締役だった。
H-23は高翼ストラット支持の単葉機で、H-23Bシリーズまではジュリーストラット付きのV字形ストラットによって左右の主翼が支持されていた。H-23Cでは主翼を支持するストラットがジュリーストラットのない1本ストラットに変更されている。H-23Bの主翼は2本桁、外皮が木製合板張りと羽布張りの混成構造のテーパー翼であり、1° 20'の上反角が付いている。主翼は上面にスポイラーと木製羽布張りのエルロンを備えている。
H-23の胴体は多角形断面の鋼管羽布張り構造である。密閉型のタンデム複座コクピットで、キャノピーの頂点から滑らかに主翼前縁へ繋がる形状をしている。主翼後縁までは胴体が太くなる一方で、主翼後縁以降は後ろに向かって先細りになっている。尾部には、木製羽布張り直線翼の水平安定板が胴体上面に取り付けられていた。水平安定板は初期にはストラット支持だったが、後に片持ち構造に改良された。主降着装置は固定式1輪式で、補助としてナセル下のゴム緩衝器付きスキッドと尾橇が設けられていた。
H-23は1956年1月に初飛行し、同年11月には改良型のH-23Bとなった。H-23Bシリーズまでで11機が製造された。1961年7月には、H-23Bの後継機として全面的な設計変更を受けたH-23Cが初飛行した。H-23Cは発注者である新日本グライダー研究会から出された条件と、設計者である堀川自身のグライダーパイロットとしての経験に加え、競合機についての研究も踏まえて設計された。H-23Cは1967年に製造終了するまでの間にH-23C-3まで改良が進み、最終的にH-23Cシリーズ全体で30機が製造された。

## 派生型
- H-23
- H-23A-3
- H-23B
- H-23B1
- H-23B-2
- H-23B-2A
- H-23BA-2
- H-23C
- H-23C-2
- H-23C-3

出展：登録航空機数(2024年（令和6年）)

## 現存する機体
| 型名     | 番号            | 機体写真 | 所在地               | 所有者                                            | 公開状況               | 状態     | 備考                 |
| -------- | --------------- | -------- | -------------------- | ------------------------------------------------- | ---------------------- | -------- | -------------------- |
| H-23A-3  | JA2018 c/n 19   |          | 山梨県南都留郡鳴沢村 | 河口湖自動車博物館・飛行舘                        | 公開 (原則毎年8月のみ) | 静態保存 | 元・学生航空連盟所属 |
| H-23C-3  | JA2055 c/n 不明 |          | 北海道滝川市         | 滝川市航空動態博物館 (たきかわスカイミュージアム) | 公開                   | 不明     | [ 4 ]                |
| H-23C-2  | JA2064 c/n 不明 |          | 長野県諏訪市         | 霧ヶ峰グライダーふれあい館                        | 公開                   | 静態保存 | [ 10 ]               |
| H-23BA-2 | JA2023          |          | 岐阜県各務原市       | 岐阜かかみがはら航空宇宙博物館                    | 非公開                 | 不明     |                      |
| H-23C-2  | JA2077          |          | 岐阜県各務原市       | 岐阜かかみがはら航空宇宙博物館                    | 非公開                 | 不明     |                      |

## 諸元

### H-23B
出典: Jane's All the World's Aircraft 1966-67 The World's Sailplanes:Die Segelflugzeuge der Welt:Les Planeurs du Monde Volume II
諸元
- 乗員: 2
- 全長: 7.26 m[注 1] （23 ft 10 in）
- 全高:
- 翼幅: 13.15 m（43 ft 2 in）
- 翼面積: 17.2 m2[注 2] （185.1 sq ft）
- 翼型: 翼根：Göttingen 532、翼端： Göttingen 676
- 空虚重量: 210 kg[注 3] （460 lb）
- 全備重量： 380 kg (840 lb)
- アスペクト比: 10.0

性能
- 超過禁止速度: 150 km/h (静穏時) （81.0 kn）
- 失速速度: 48.5 km/h （26.2 kn）
- 翼面荷重: 22.1 kg/m2[注 4] （4.5 lb/sq ft）
- 悪気流速度: 110 km/h (68.4 mph; 59.4 kn)
- 飛行機曳航速度 110 km/h (68.4 mph; 59.4 kn)
- ウィンチ曳航速度: 110 km/h (68.4 mph; 59.4 kn)
- 最小沈下率: 1.09 m/s (214.6 ft/min)　(@61.9 km/h (38.5 mph; 33.4 kn))[注 5]
- 最良滑空比: 18:1 (@68.5 km/h (42.6 mph; 37.0 kn))[注 6]

### H-23C
出典: 日本グライダー史
諸元
- 乗員: 2
- 全長: 7.53 m （24 ft 8 in）
- 全高:
- 翼幅: 14.0 m（45 ft 11 in）
- 翼面積: 17.0 m2 （183.0 sq ft）
- 翼型: Göttingen 549
- 空虚重量: 260 kg （570 lb）
- 全備重量： 400 kg (880 lb)
- アスペクト比: 11.5

性能
- 翼面荷重: 23.5 kg/m2 （4.8 lb/sq ft）
- 最小沈下率: 0.915 m/s (180.1 ft/min)　(@70.0 km/h (43.5 mph; 37.8 kn))
- 最良滑空比: 22.6 (@83.8 km/h (52.1 mph; 45.2 kn))